# Trichoniscus elisabethae
Trichoniscus elisabethae là một loài chân đều trong họ Trichoniscidae. Loài này được Herold miêu tả khoa học năm 1923.